# Air Florida Flight 90
Air Florida Flight 90 var ett reguljärflyg med Air Florida från Washington National Airport till Fort Lauderdale–Hollywood International Airport via en mellanlandning på Tampa International Airport.
Den 13 januari 1982 störtade Air Floridas Boeing 737-200  som var registrerad som N62AF in i en av 14th Street-broarna över floden Potomac strax efter starten från Washington National Airport. När flygplanet träffade bron demolerade den nästan 30 m skyddsräcke och bröt Intetstate 395 mellan Washington, D.C. och Arlington, Washington för att kort efter störta genom isen i Potomacfloden. Flygplanet hade 74 passagerare och fem besättningsmedlemmar. Endast fyra passagerare och en besättningsmedlem, en flygvärdinna, överlevde kraschen. En av passagerarna, Arland D. Williams, Jr. hjälpte till vid räddningsinsatsen men drunknade innan han själv kunde räddas. De överlevande räddades från den isiga floden av både räddningstjänst och civila medborgare, vilket uppmärksammades av president Ronald Reagan som berömde deras handlingar under sitt State of the Union-tal 13 dagar senare.
National Transportation Safety Board (NTSB) fastställde att orsaken till olyckan mänskliga fel begångna av piloterna . Flera fel som piloterna gjorde enligt utredningen var att de inte slog på motorernas interna isskyddssystem, använde; reversering i en snöstorm före start; försökte använda avgaserna från ett plan framför att smälta is;  missade att upptäcka ett strömproblem under taxningen; underskattade vidden av den is och snö som ansamlats på vingarna samt fortsatte med starten även om farorna borde ha varit uppenbara för dem.

## Flygplanet
Flyplanet var vid olyckstillfället 13 år gammalt, tillverkat 1969 och utrustat med två
Pratt & Whitney JT8D-9A. Flygplanet var tidigare använt av United Airlines under registreringen N9050U men såldes till Air Florida 1980. Flygkroppen hade 27 000 timmar på räkneverket när olyckan inträffade.

## Besättningen
Kapten Larry M. Wheaton som var 34 år gammal anställdes av Air Florida i oktober 1978 som förste styrman. Han avancerade till kapten i augusti 1980. Vid olyckan hade han 8 300 flygtimmar varav 2 322 timmar på komersiella jetplan, alla loggade med Air Florida. Av dessa var 1 752 timmar på Boeing 737 varav 1 100 timmar i rollen som kapten.
Förste styrman Roger A. Pettit som var 31 år gammal anställdes av Air Florida i October 1980. Vid olyckan hade han 3 353 flygtimmar varav 992 med Air Florida. Pettit hade en bakgrund som stridspilot i US Air Force, med 669 flygtimmar loggade som instruktör och examinator på flygtypen F-15.:90

## Olycksförlopp

### Från gaten till startbanan
Planet hade problem med att lämna gaten då när marktjänstens traktor inte fick fäste på isen.  Besättningen försökte under 30 till 90 sekunder förgäves backa bort från gaten med hjälp av motorernas reversering (en powerback), en procedur Boeing hade varnat för att använda under rådande förhållandena.:90
En traktor utrustad med snökedjor fick efterhand bort flygplanet från gaten. Därefter tvingades flygplanet, tillsammans med många andra plan, vänta på taxibanan i 49 minuter innan de nådde fram till startbanan. Piloten bestämde sig beviserligen inte för att återvända till gaten för att återavisas, troligen eftersom flyget då skulle försenas ytterligare. Mer snö och is ansamlades på vingarna under den perioden vilket besättningen var medveten om när de bestämde sig för att lyfta.
Även om temperaturen var långt under fryspunkten och snön föll, aktiverade inte besättningen motorernas anti-is-system. Systemet använder värme från motorerna för att förhindra att sensorerna fryser vilket säkerställer deras funktion samt kvalitén på avläsningarna. Problemen förvärrades av piloternas beslut att försöka smälta den ackumulerade isen med hjälp av avgaserna från en DC-9 som var framför dem på taxibanan. Piloterna manövrerade flygplanet nära det framförvarande planet med den felaktiga tron att det skulle hjälpa dem men det förvärrade tyvärr situationen då snön smälte till slask och senare frös till is på vingarna och motorerna.:61 När starten började så noterade förstestyrman flera gånger samt påtalade för kaptenen att instrumentpanelens värden inte verkade spegla verkligheten. Kaptenen avfärdade dessa farhågor och lät starten fortsätta. Utredarna fastställde att det återstod gott om tid och utrymme på startbanan för att kaptenen skulle kunna ha övergett starten samt kritiserade hans vägran att lyssna på sin förste officer, som hade rätt i att instrumentpanelens avläsningar var felaktiga. Besättningen blev tillsagd av flygledarna att inte ödsla tid eftersom ett annat flygplan var endast 4 km från att landa på samma bana.

### Starten
Vid starten så tog flygplanet mer än 800 m mer av startbanan i anspråk än vad som var beräknat innan det blev luftburet. Vittnesmål från överlevande från kraschen indikerade att färden över startbanan var oregelbunden. När planet väl blev luftburet misslyckades det med att stiga i någon högre utsträckning, den maximala höjden flygplanet nådde var bara 107 m och datan från den svarta lådan indikerade endast en flygtid på 30 sekunder.

### Kraschen
Klockan 16:01 EST kraschade Air Florida flight 90 in i 14th Street Bridge över Potomac River endast 1400 m efter startbanans slut. Flygplanet träffade sex bilar  samt en lastbil på bron och slet bort 30 m av brons skyddsräcke innan det störtade ned i den iskalla floden, där allt utom stjärtsektionen snabbt sjönk.

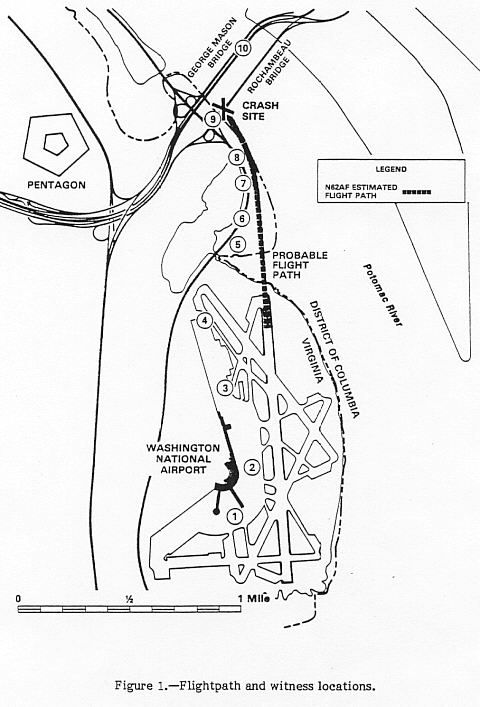
NTSB-rapportens kartläggning av Air Florida Flight 90 flygväg

### Räddningstjänstens respons
Många federala kontor i centrala Washington hade stängt tidigt på grund av en växande snöstorm vilket kombinerat med det dåliga väglaget gjorde att det under eftermiddagen växte fram en massiv trafikstockning på nästan alla vägar i staden, vilket gjorde det mycket svårt att nå olycksplatsen.  Räddningsenheter som skickades ut kl. 16.07 tog 20 minuter på sig att nå fram till olycksplatsen. 

## Väderförhållanden
Under dagen var flygplatsen tidvis stängd på grund av kraftigt snöfall. Det var planlagt att flygplanet skulle återvända till Fort Lauderdale–Hollywood International Airport i Dania Beach i Florida, med en mellanlandning på Tampa International Airport under eftermiddagen, men den schemalagda avgångstiden blev framflyttad nästan två timmar på grund av övriga förseningar på flygplatsen. När planet fick starttillstånd var temperaturen -4°C.

### Felaktiga avisningsåtgärder
Planet avisades före flygningen med en blandning av glykol och hett vatten. Avisningen utfördes av American Airlines som hade ett avtal med Air Florida om att tillhandahålla vissa marktjänster. Överenskommelsen stipulerade att pitot-rör och andra instrument samt motorernas öppningar skulle vara försedda med 
täckande skydd under avisningen men instruktionen följdes inte av American Airlines personal. Utredningen visade också att avisningen hade gjorts med olika glykolblandningar (18 % respektive  30 %) på höger och vänster sida av planet.:57–58

## Undersökningen av haveriet
NTSB kom fram i sin utredning att flygplanet hade sönderdelats i flera stora bitar vid sammanstötningen: nos; cockpit; kabinen fram till vingfästet; kabinen från bakom vingarna till den bakre flygtrappan och planets stjärtstyrverk. Även om den aktuella kollisionshastigheten var låg och väl inom överlevnadsgränserna visade det sig att den strukturella sönderdelningen av flygkroppen och exponeringen för iskallt vatten var dödlig för alla personer ombord på planet utom de som satt i stjärtsektionen.  NTSB drog slutsatsen att olyckan generellt sett inte gick att överleva.:76–77, 82
NTSB fastställde att de sannolika orsakerna till kraschen var:
- Piloternas underlåtenhet att upprätthålla en steril cockpit under tiden när de sista checklistorna utfördes

- Att motorernas antiissystem inte var i bruk under taxi och start

- Beslutet att lyfta med snö och is på flygplanets bärytor

- Kaptenens misslyckande med att stoppa starten under ett tidigt skede när han uppmärksammades på de onormala avläsningarna av motorinstrumenten[3]:82

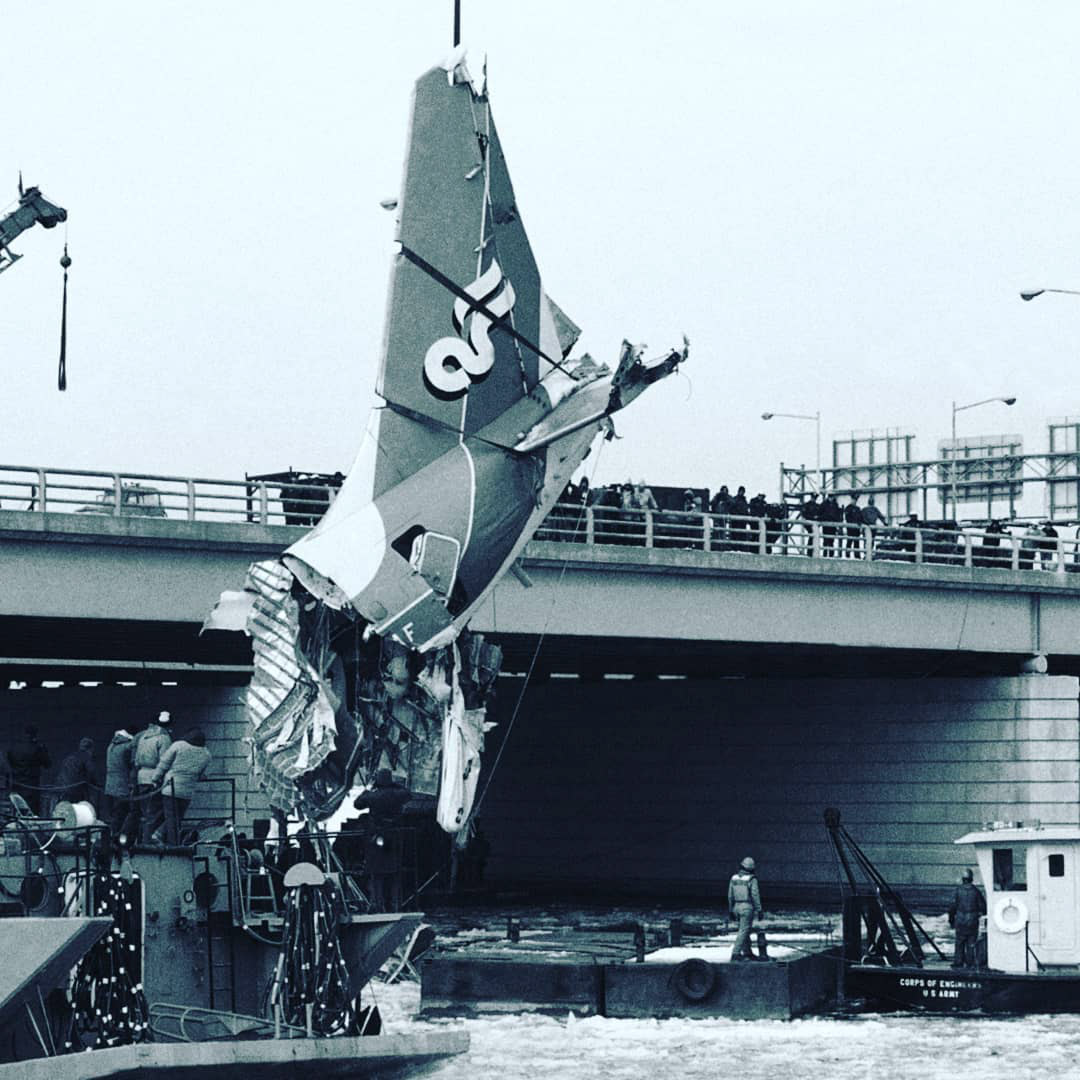
bärgning av planets stjärtstyrverk

### Ändringar av föreskrifter och förfaranden
Utredningen efter kraschen, särskilt angående kaptenens misslyckande att svara på den övriga besättningens oro över avisningsproceduren, ledde till ett antal reformer av regelverket kring pilotutbildningar. Delvis lades skulden på den tämligen unga och oerfarna besättningen som endast hade en sammanlagd ålder av 65 år och hade börjat sina karriärer som kommersiella piloter mindre än fem år tidigare. Air Florida som i sig var ett ungt lågprisbolag, anställde regelbundet nyexaminerade piloter som arbetade för lägre lön än mer erfarna piloter. 